# Tuojiangosaure

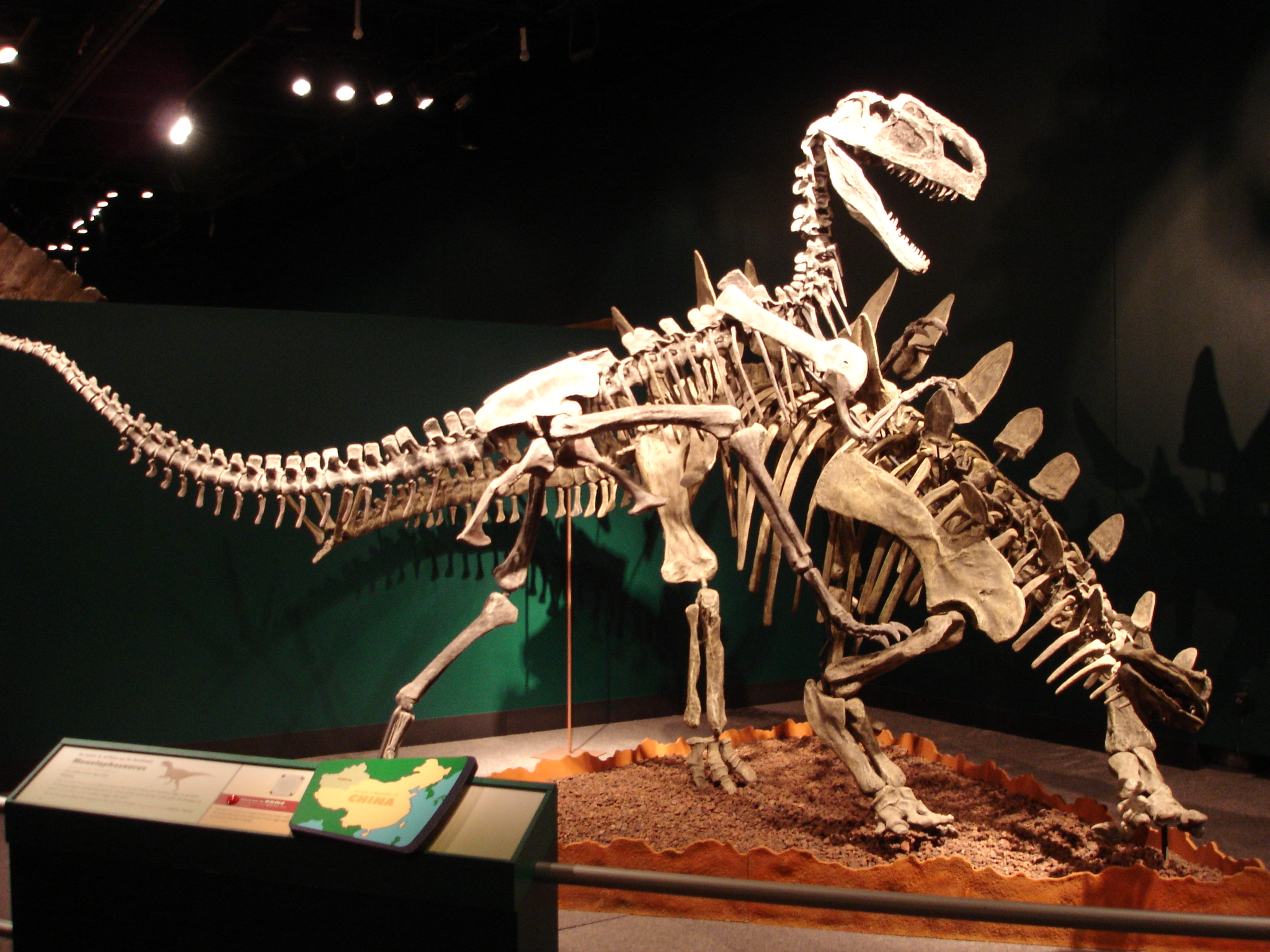
Monolophosaurus i Tuojiangosaurus al Museu Field

El tuojiangosaure (Tuojiangosaurus, 'llangardaix del riu Tuo') és un gènere de dinosaure estegosàurid que va viure al Juràssic superior. Se n'han trobat restes fòssils a la província xinesa de Sichuan. Físicament era similar a l'estegosaure de Nord-amèrica i es tracta de l'estegosàurid més conegut de la Xina. Feia uns 7 metres de longitud i uns 2 metres d'alçada, pesava unes 4 tones.